# Henschel/BBC Bo Bo 60 t 740 kW
Die elektrische Tagebaulokomotive Henschel/BBC Bo Bo 60 t 740 kW wurde bei Henschel, Linke-Hofmann-Busch (mechanisch) und Brown, Boveri & Cie. (elektrisch) in der Zeit von 1937 bis 1947 in 26 Exemplaren gefertigt.
Die Lokomotiven sind eine Weiterentwicklung der Henschel/BBC Typ Viktoria mit Motoren der BBC Bo Bo 70 t. Von den Lokomotiven waren einige nach 1945 in den Braunkohlebetrieben der DDR eingesetzt. Erhalten ist keine Maschine.

## Geschichte
Einige Betriebe waren mit der Leistung der Henschel/BBC Typ Viktoria nicht zufrieden, konnte aber aus Achslastgründen die unmittelbar in Auslieferung befindendliche BBC Bo Bo 70 t nicht verwenden. Daher entstand eine Lokomotive mit der Achslast der Henschel/BBC Typ Viktoria und neuen Motoren mit einer Leistung von 185 kW.

### Niederlausitzer Kohlewerke
Die erste Lokomotive wurde 1937 mit der Fabriknummer Henschel 23704, BBC 5154 an die Niederlausitzer Kohlewerke geliefert. Diese setzte die Lok im Bereich Schipkau ein. Di
Die nächste Lieferung erfolgte erst 1940 mit drei Lokomotiven mit den Fabriknummern Henschel 25199–25201, BBC 5229–5231 für das Werk Kraft I der NKW. Von diesen Lokomotiven sind keine weiteren Daten bekannt.

### Braunkohlewerke Salzdetfurth
Für das Werk Kraft in Thräna der Braunkohlewerke Salzdetfurth wurde ab 1943 die größte Anzahl der Lokomotiven beschafft, die mechanisch abwechselnd von Henschel und LHW gefertigt wurden. Von den Henschel-Fabriknummern sind die 24871, 26559–26562 bekannt, die LHW-Fabriknummern sind in der Liste nicht eingetragen. Die BBC-Fabriknummern sind 5263–5264, 5266, 5280–5283, 5344–5345. Die Lieferung der Fahrzeuge zog sich bis 1947 hin. Die Lokomotive Henschel 26561, BBC 5282 hat eine Bezeichnung nach dem DDR-Bergbauschema mit der Nummer 2-77/60-A2 erhalten.

### Märkisches Elektrizitätswerk
Für die Grube Finkenheerd wurden 1941 drei Lokomotiven geliefert, die mechanisch von LHW mit unbekannten Fabriknummern geliefert wurden. Die BBC-Fabriknummern sind 5275–5277. Weitere Daten der Lokomotiven sind nicht bekannt.

### Nachkriegsgeschichte
Außer der Lokomotive 2-77/60-A2 sind noch weitere Lokomotiven mit Bezeichnung nach DDR-Bergbaubezeichnung bekannt:
- die Lokomotive mechanisch von LHW mit den Fabriknummer 7373 – neue Bezeichnung 2-75/60-A2[4]
- die Lokomotive von LHW mit der Fabriknummer 7374 – neue Bezeichnung 2-76/60-A2,[5]
- die Lokomotive von Henschel mit der Fabriknummer 26700 – neue Bezeichnung 2-86/60-A2,[6]

Im Abraumbetrieb beim Tagebau Golpa-Nord sind zur gleichen Zeit aufgeführt:
- die Lokomotive mit der DDR-Bergbaubezeichnung 2-46/59-A2, Fabriknummer BBC 5266 von 1938,
- die Lokomotive mit der DDR-Bergbaubezeichnung 2-87/60-A2, Fabriknummer Henschel 26701, entspricht BBC 5291 von 1944,
- die Lokomotive mit der DDR-Bergbaubezeichnung 2-88/60-A2, Fabriknummer Henschel 26703, entspricht BBC 5293 von 1944.[7]

Einsatzbelege von den Lokomotiven gibt es nicht, sie sollen aber bis Ende der 1960er Jahre gefahren sein. Die Gründe für das vorzeitige Ende der leistungsfähigen und relativ modernen Lokomotiven war die Ersatzteilsituation. Nach der deutschen Teilung konnten die Betriebe in Ostdeutschland keine Ersatzteile mehr beziehen und waren daher gezwungen, bei Reparaturen  Ersatzteilspender auszuschlachten. Die Lokomotiven wurden durch Neukonstruktion wie die leistungsmäßig ähnliche LEW EL 3 ersetzt.

## Technik
Die Lokomotiven entsprachen in der Bauart den Tagebaulokomotiven mit tief liegendem Führerhaus und zwei Vorbauten. Sie waren in der Höhe sehr gedrungen. Der mechanische Teil war eine Nietkonstruktion mit Mittelpufferkupplungen, die an den Drehgestellen befestigt waren. Die Lokomotiven besaßen außer den anderen Motoren auch einen größeren Achsstand in den Drehgestellen bei fast gleichem Gesamtachsstand. Mechanisch wurden sie von Henschel und LHW während des Zweiten Weltkrieges gefertigt.
Die Antriebsmotoren in Tatzlagerbauart waren fremdbelüftet und von der Bauform der BBC Bo Bo 70 t. Im Vergleich zu dieser wurde bei den Henschel/BBC Bo Bo 60 t 740 kW bei höherem Motorgewicht am zusätzlichen Ballast gespart, um auf die Gesamtmasse von 60 t zu gelangen.
Die elektrische Ausrüstung stammte von BBC und bestand aus Gleichstromtechnik, wo mit der elektrischen Spannung von der Fahrleitung über den zentral gelegenen Nockenfahrschalter mit der Widerstandssteuerung die elektrischen Fahrmotoren angetrieben wurden, die als Reihenschlussmaschinen ausgeführt waren. Die Druckluft für die Druckluftbremse wurde von zwei Kompressoren erzeugt, elektromechanische Schütze schalteten die Hilfsbetriebmotoren. Die Steuer- und Beleuchtungsspannung betrug 24 V. Die Elektrik bestand von Anfang an mit einer Betriebsspannung 1200 V.